# COSMIC REGION
COSMIC REGION（コズミック リージョン）は、『機動戦士ガンダムSEED』の舞台であるコズミック・イラ世界のガンダムタイプのモビルスーツを題材とした、バンダイの販売によるフィギュアシリーズである。CRと略される。

## 概要
2005年3月にGUNDAM FIX FIGURATION（GFF）のスピンオフシリーズとして発売されたモビルスーツのフィギュアシリーズ。基本コンセプトは、コズミック・イラ世界のガンダムタイプモビルスーツをGFFと同様の基準で立体化する事である。リファインデザインに3DCADを使用し、原型製作も機械によって製作されているなど、全ての作業がバンダイボーイズトイ事業部の担当部署だけで行われており、GFFや同様のスピンオフシリーズZEONOGRAPHYと違い、原型製作やマーキング等の担当の分業と開示は行われていない。
装備によって機体色が変わる設定のフォースインパルスガンダムが第1弾として発売され、パーツの組み換えで別形態を再現できるコンバーチブルモデルは、レジェンドガンダム（プロヴィデンスガンダムとのコンバーチブル）のみが発売された。パッケージはGFFのものに近いデザインで、青を基調としたものとなっている。また、パッケージ裏等に記載される解説文には、詳しく発表されていない部分の後付け設定が追加されていることがある。
GFFを監修したカトキハジメは全くの無関係であるが、販売戦略上GFFシリーズとして扱われている。カトキ風（カトキ本人は関わっていないため、あくまでもそれらしいという意味）のバランスやディテールの解釈が加えられているものの、比較的大河原邦男の手によるアニメ用設定画と劇中の作画の中間的なアレンジが行われている。

## 商品一覧
#7001 ZGMF-X56S/α FORCE INPULSE GUNDAM フォースインパルスガンダム
『機動戦士ガンダムSEED DESTINY』の前半主人公機であるフォースインパルスガンダムを立体化したアイテム。劇中でもっとも使用されたフォースシルエットを装備した形態である。設定と同様に合体・変形ギミックも再現されている。
#7002 ZGMF-X10A FREEDOM GUNDAM フリーダムガンダム
『機動戦士ガンダムSEED』の後半主人公機であり、『機動戦士ガンダムSEED DESTINY』中盤まで登場したフリーダムガンダムを立体化したアイテム。劇中で印象的なポージングである「ハイマットフルバースト」が再現可能。劇中描写やガンプラの「1/100 MG フリーダムガンダム」に近い細身のプロポーションにアレンジされている。
#7003 ZGMF-X20A STRIKE FREEDOM GUNDAM ストライクフリーダムガンダム
『機動戦士ガンダムSEED DESTINY』の主人公機の1体ストライクフリーダムガンダムを立体化したアイテム。翼を中心にかなりのオリジナルアレンジが加えられており、プロポーションも細身ながらもがっちりとした印象を受ける形にアレンジされている。
#7004 ZGMF-X42S DESTINY GUNDAM デスティニーガンダム
『機動戦士ガンダムSEED DESTINY』の主人公機の1体デスティニーガンダムを立体化したアイテム。#7003同様に羽周りなどにアレンジが加えられている。設定画と劇中作画の中間的なスタイルで立体化されている。
#7005 ZGMF-X19A ∞JUSTICE GUNDAM インフィニットジャスティスガンダム
『機動戦士ガンダムSEED DESTINY』の主人公機の1体インフィニットジャスティスガンダムを立体化したアイテム。設定通りに背中のファトゥム01の展開及び分離ギミックなどが再現されている。
#7006 ORB-01 AKATSUKI アカツキ
『機動戦士ガンダムSEED DESTINY』に登場したアカツキを立体化したアイテム。設定されているオオワシ・シラヌイ両バックパックユニットが付属する。名称にはガンダムの文字が無いものの、コズミック・イラにおけるガンダムタイプの定義ではガンダムに該当する（プラモなどではアカツキガンダムと表記されている）。
#7007 ZGMF-X666S/ZGMF-X13 レジェンドガンダム/プロヴィデンスガンダム
『機動戦士ガンダムSEED DESTINY』に登場したレジェンドガンダムを立体化したアイテム。パーツの組み換えによりプロヴィデンスガンダムとなる、シリーズ初のコンバーチブルモデルである。